# Eraldo Mancin
Eraldo Mancin (Porto Tolle, 18 aprile 1945 – Venezia, 18 novembre 2016) è stato un allenatore di calcio e calciatore italiano, di ruolo difensore.
È stato uno dei sei calciatori (gli altri sono Giovanni Ferrari, Riccardo Toros, Roberto Baggio, Alessandro Orlando e Andrea Pirlo) ad aver vinto due scudetti consecutivi in Serie A con squadre differenti, nonché l'unico ad aver vinto due scudetti consecutivi con squadre differenti in città che non siano Milano o Torino.

## Carriera

### Giocatore
Iniziò la sua parabola agonistica nel 1963 nelle file del Venezia allora militante in Serie B. Dopo due anni in laguna, un anno al Verona sempre nei cadetti, per poi rivestire la maglia veneziana nella stagione 1966-1967 per il suo esordio in Serie A, a San Siro contro il Milan, che vide la sconfitta della squadra veneta per 2-1, poi retrocessa a fine stagione.
Mancin rimase nella massima serie indossando la maglia della Fiorentina, nelle cui file vinse lo scudetto nella stagione 1968-1969. L'annata successiva venne ceduto al Cagliari (in cambio di Giuseppe Longoni e di un conguaglio in favore dei sardi di 185 milioni di lire).
A Cagliari il terzino veneto giocò cinque stagioni anni in massima serie, partecipando alla vittoria dello scudetto del 1969-1970 con 8 presenze, in qualità di riserva di Giulio Zignoli. Nel campionato 1970-1971 realizzò una tripletta in Cagliari-Verona (4-1), un exploit che ben pochi terzini sono riusciti a compiere nel massimo campionato italiano. Oltre a questi, Mancin ha realizzato altre due reti in Serie A: sempre nella stessa stagione nel pareggio interno contro il Lanerossi Vicenza, e l'anno successivo contro la Sampdoria.
Nell'autunno del 1975 venne acquistato dal Pescara. Nonostante problemi di natura fisica dovuti ai postumi di un infortunio subito a Cagliari, contribuì nelle stagioni 1976-1977 e 1978-1979 alle due promozioni in Serie A della squadra abruzzese, intervallate da una stagione in massima categoria chiusa all'ultimo posto.
Concluse la sua attività agonistica nel campionato di Serie C2 1979-1980, nelle file della Mestrina.

## Palmarès

### Giocatore
- Campionato italiano: 2

Fiorentina: 1968-1969
Cagliari: 1969-1970